# Blakistonia exsiccata
Blakistonia exsiccata là một loài nhện trong họ Idiopidae.
Loài này thuộc chi Blakistonia. Blakistonia exsiccata được Embrik Strand miêu tả năm 1907.